# 千葉順二
千葉順二（1926年1月26日—1988年2月17日）是日本男性聲優。東京都出身。最終隸屬江崎製作。

## 人物
所屬江崎製作（現在是：Mausu Promotion），與青野武、千葉耕市、大木民夫、宮內幸平的聲音相似，常常配老人角色的聲音比較多。

### 後任
在千葉死後，持久性的角色由以下的人來繼承。
- 永井一郎（「王國之心 夢中降生」：愛生氣）※與菲爾兼任
- 槐柳二（「世紀末救世主傳說 北斗神拳」：龍拳）

## 演出作品

### 電視動畫
1963年
- 8人（惡魔博士）
- 原子小金剛（第1作）（諾斯2號）

1965年
- 森林大帝（鬍子老爹）

1966年
- 新林大帝 前進吧！李奧（鬍子老爹）

1968年
- 人造人009（1968年版）（平博士）

1969年
- 海底小遊俠（愛華德）※第20話

1971年
- 怪怪怪的鬼太郎（第2作）（愛麗梅的父親、水神的使者）
- 魯邦三世 (TV第1期)（老爺爺）

1972年
- 科學忍者隊（老人）※第95話
- 小木偶莫克（悲傷博士）※第22話

1973年
- 咚隆隆炎魔君（火火爺爺）※第12話
- 山鼠洛基查克（袋鼠比利叔叔）

1974年
- 昆蟲物語 孤兒哈奇（皮可羅爺爺）

1975年
- 救難小英雄（唐吉訶德、凱倫、拉姆）

1976年
- 皮可里諾的冒險（蓋比特爺爺）
- UFO戰士大阿波羅（拉比）

1977年
- 一發貫太君（老人）
- 魯邦三世 (TV第2期)（自然風太郎、玄白、他）

1978年
- 佩琳物語（麵包店的老爹）※第24話
- 未來少年柯南（順）※第24話

1979年
- 動畫紀行 馬可波羅的冒險（劉政）※第29話
- 黑豹傳奇（雷德諾斯）
- 贊德人（皇帝、塔克托爾博士、水戶黃門、壞心爺爺）
- 巨獸王（楯一人（劍人的爺爺））※第32話

1980年
- 原子小金剛（第2作）（根子股教授）※第8話
- 大白鯨（葛拉蒂斯）
- 無敵機器人 TRYDER-G7（源助）

1981年
- 小雙俠（伊索、良寬）

1982年
- 逆轉伊帕茲人（鈍器赤城）

1983年
- 頂人（和尚）
- 太陽之子艾斯特班（阿波）

1984年
- 世紀末救世主傳說 北斗神拳（龍拳）※第一代
- 魯邦三世 PartIII（戴卡斯）

1985年
- 怪怪怪的鬼太郎（第3作）（榮螺鬼、山中爺爺）

### 劇場版動畫
- 白雪公主（愛生氣）
- 小誠（爺爺）
- 世紀末救世主傳說 北斗神拳（龍拳）
- 大提琴手高修（大提琴主席）

### 外語配音
- 西部執法者（羅恩・華蒂（丹·喬治酋長））※TBS版（BD收錄）
- 憤怒的葡萄（威廉・詹姆斯・朱德爺爺（查理·葛拉佩溫））※朝日電視台版
- 山洞人（哥格（傑克·吉爾福特））
- 美國最後之日（加斯里（梅爾文·道格拉斯））※東京電視台版
- 太空仙女戀（阿爾弗雷德・E・貝洛斯上校（哈丁·洛克））※第一代
- 荒野大镖客（道克・亞當斯（米爾本·史東））
- 救生艇查爾斯（李特）・D・李田豪斯（亨利·赫爾））※電視台版
- 航向深海（艦醫（理查·布爾））
- 雷鳥神機隊（亞瑟勛爵）
- 豪門新人類（傑德・克蘭佩特（巴迪·伊布森））
- 大震撼（法蘭西斯・芬德里（雷德·巴頓斯））
- 視差（林特爾斯（休姆·克洛寧））
- 銀翼殺手（壽司店的老闆（羅伯特·岡崎））※TBS版
- 火槍手（馬歇爾・托倫斯（保羅·菲克斯））
- 羅馬假期（大使（哈柯特·威廉斯））※1972年富士電視台版

### 特攝
- 奇比拉君（打架星人東格里的聲音）